# 3565 Ojima
3565 Ojima è un asteroide della fascia principale. Scoperto nel 1986, presenta un'orbita caratterizzata da un semiasse maggiore pari a 3,2145585 UA e da un'eccentricità di 0,1149064, inclinata di 7,32625° rispetto all'eclittica.